# Orphinus jurciceki
Orphinus jurciceki es una especie de escarabajo de piel del género Orphinus, de la familia Dermestidae, orden Coleoptera.

## Distribución
Se distribuye por Asia: en Malasia.

## Taxonomía
Fue descrita por Háva en 2013.